# Bambusa arnhemica
Bambusa arnhemica är en gräsart som beskrevs av Ferdinand von Mueller. Bambusa arnhemica ingår i släktet Bambusa och familjen gräs.
Artens utbredningsområde är Northern Territory, Australien. Inga underarter finns listade i Catalogue of Life.